# Illinois
Illinois (pronunciación en inglés: /ˌɪlʲəˈnɔɪ/ escucharⓘ «ilinói»; antiguamente en español Ilinés) es uno de los cincuenta estados que, junto con Washington D. C., forman los Estados Unidos. Su capital es Springfield y su ciudad más poblada, Chicago. Está ubicado en la región Medio Oeste del país, división Centro Noreste, limitando al norte con Wisconsin, al noreste con el lago Míchigan, al este con Indiana —parte de este límite lo forma el río Wabash—, al sureste y sur con el río Ohio que lo separa de Kentucky, y al oeste con el río Misisipi que lo separa de Misuri (al suroeste) y Iowa (al noroeste). Con 12 671 824 habitantes en 2019 es el sexto estado más poblado, por detrás de California, Texas, Florida, Nueva York y Pensilvania. Fue admitido en la Unión el 3 de diciembre de 1818, como el estado número 21.
Cerca de un 65 % de la población del estado vive en el área metropolitana de Chicago, uno de los mayores centros industriales y financieros del mundo, el segundo mayor centro industrial del país —después de Los Ángeles— y el segundo mayor centro financiero de Estados Unidos —después de Nueva York.
A pesar de que Illinois tiene una economía altamente diversificada, siendo uno de los principales centros financieros de Estados Unidos, y un estado muy industrializado, a partir de la crisis económica de 2008-2010 el Estado se encuentra en quiebra técnica con una deuda de más de 5000 millones de dólares y sin atender los pagos de los servicios básicos.
Geográficamente, Illinois se caracteriza por su terreno poco accidentado en general, y por su clima inestable. La agricultura es una importante fuente de ingresos de Illinois. El turismo y la prestación de servicios de transportes y telecomunicaciones son otras fuentes de ingresos importantes en el estado. Chicago es la ciudad más grande del estado y uno de los centros ferroviarios y aeroportuarios más dinámicos de Estados Unidos.
Illinois es conocido por su población grande y diversa y su equilibrio entre áreas rurales, pequeñas ciudades industriales, extensos suburbios y una gran área metropolitana, la de Chicago. Su economía diversa y su posición central ha hecho de él un importante centro de transportes durante 150 años. Es esta mezcla de fábricas y granjas, de áreas urbanas y rurales, la que hace de Illinois un microcosmos dentro de la nación.
El apodo de Illinois es The Prairie State, que significa "El Estado de la Pradera". Otro apodo es el de The Land of Lincoln (La Tierra de Lincoln); muchos de sus habitantes se enorgullecen del hecho de que el presidente estadounidense Abraham Lincoln pasó la mayor parte de su vida en el estado. Su tumba se encuentra en Springfield.
Los primeros europeos en explorar la región del actual Illinois fueron misioneros franceses. Esta región formó parte de Nueva Francia hasta 1763, año en que pasó a dominio británico. En 1783, después del fin de la guerra de Independencia de los Estados Unidos de 1776, pasó a formar parte del entonces llamado Territorio del Noroeste. El 3 de febrero de 1809, se creó el Territorio de Illinois. El 3 de diciembre de 1818, Illinois pasó a ser el 21.º estado de los Estados Unidos.

## Etimología
Su nombre proviene del río Illinois, dado por los exploradores franceses. Lo llamaron así por la tribu illiniwek, una coalición de tribus algonquinas nativas del área. La palabra Illiniwek significa "tribu de hombres superiores".
Además, la palabra Illiniwek dio lugar en español al término Ilinués o Ilinés, usado antaño para llamar al río Illinois y a las ciudades que este atraviesa, como San Luis de Ilinués. 
Posteriormente, ya en el siglo XIX, se usó con frecuencia el nombre de Ilinés para referirse al estado de Illinois en español.

## Historia

### Hasta 1818

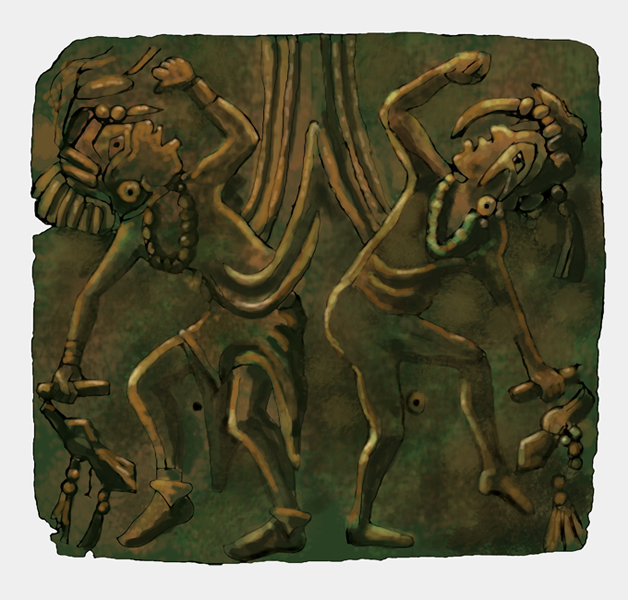
Placa de cobre de la cultura misisipiana, hallada en el yacimiento Saddle en el condado de Union (Illinois).

Los misioneros franceses Jacques Marquette y Louis Jolliet fueron los primeros europeos en explorar la región. Habían recibido la orden por parte del gobernador de la colonia francesa de Nueva Francia, de explorar y cartografiar el curso del río Misisipi. Partieron del Quebec en 1673, llegando a la región del actual Illinois en 1675. Joliet nombró a la región de Illinois en referencia a la confederación Illiniwek, con la cual ambos misioneros establecieron relaciones amistosas. Este mismo año, Marquette fundó una misión católica en la región. En 1699, otros misioneros franceses fundaron un establecimiento comercial, y una villa en 1703. Entonces la región ya formaba parte de Nueva Francia, habiendo sido anexada por René Robert Cavelier de La Salle, en 1682. Los dos asentamientos fundados por los misioneros se convirtieron en los principales centros francófonos de la región.

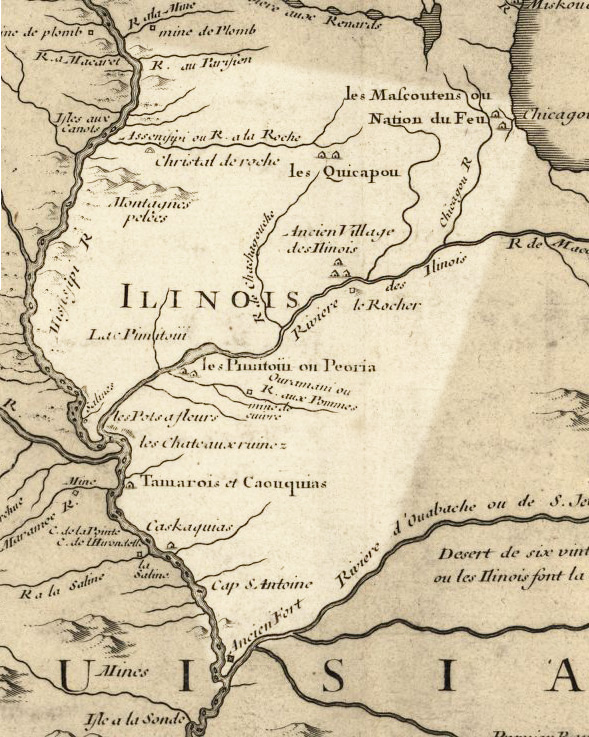
Illinois en 1718, con el moderno estado en claro, de la Carte de la Louisiane et du cours du Mississipi, por Guillermo Delisle.

A causa de la colonización francesa —los franceses eran mayoritariamente católicos— la Iglesia católica fue la única institución religiosa en la región, durante aproximadamente un siglo. En 1787, se estableció el primer protestante en la región. En 1717, Francia dividió Nueva Francia en cuatro colonias distintas: Acadia, Nueva Escocia, Quebec y Luisiana. Illinois pasó a formar parte de la colonia francesa de Luisiana. Aquel mismo año, John Law, un comerciante escocés, trajo a numerosos colonos franceses a la región.
En 1763, los británicos vencieron en la guerra de los Siete Años, contra los franceses. Por los términos del Tratado de París, los franceses cedían todas las regiones situadas al este del río Misisipi a los británicos y todas las regiones al oeste del río a los españoles. A causa de ello, la región de Illinois pasó a ser controlada por los británicos. Entonces la población europea del estado era de solo 2000 personas. Algunos franceses se mudaron a las colonias españolas, disconformes por el hecho de que fuesen los protestantes británicos los nuevos gobernadores. La Confederación Illiniwek, aliada de los colonos franceses, se rebeló contra los británicos en 1764, pero fueron derrotados. En 1778, durante la guerra de Independencia de los Estados Unidos, Illinois fue capturado por las fuerzas estadounidenses.
Illinois pasó a formar parte del Territorio del Noroeste en 1787, y del Territorio de Indiana en 1800. El 3 de febrero de 1809, la región de Illinois fue separada del Territorio de Indiana, y el gobierno estadounidense hizo de esta región separada un nuevo territorio, el Territorio de Illinois. El 3 de diciembre de 1818, Illinois se convirtió en el vigésimo primer Estado de los Estados Unidos de América, si bien su frontera septentrional se encontraba entonces mucho más al sur que ahora. Sin embargo, en 1819, los políticos del Estado presionaron con éxito al Congreso para que expandiera la frontera septentrional del Estado en dirección al norte. Así, la región donde actualmente se ubica Chicago pasó a formar parte de Illinois.

### 1818 - 1900

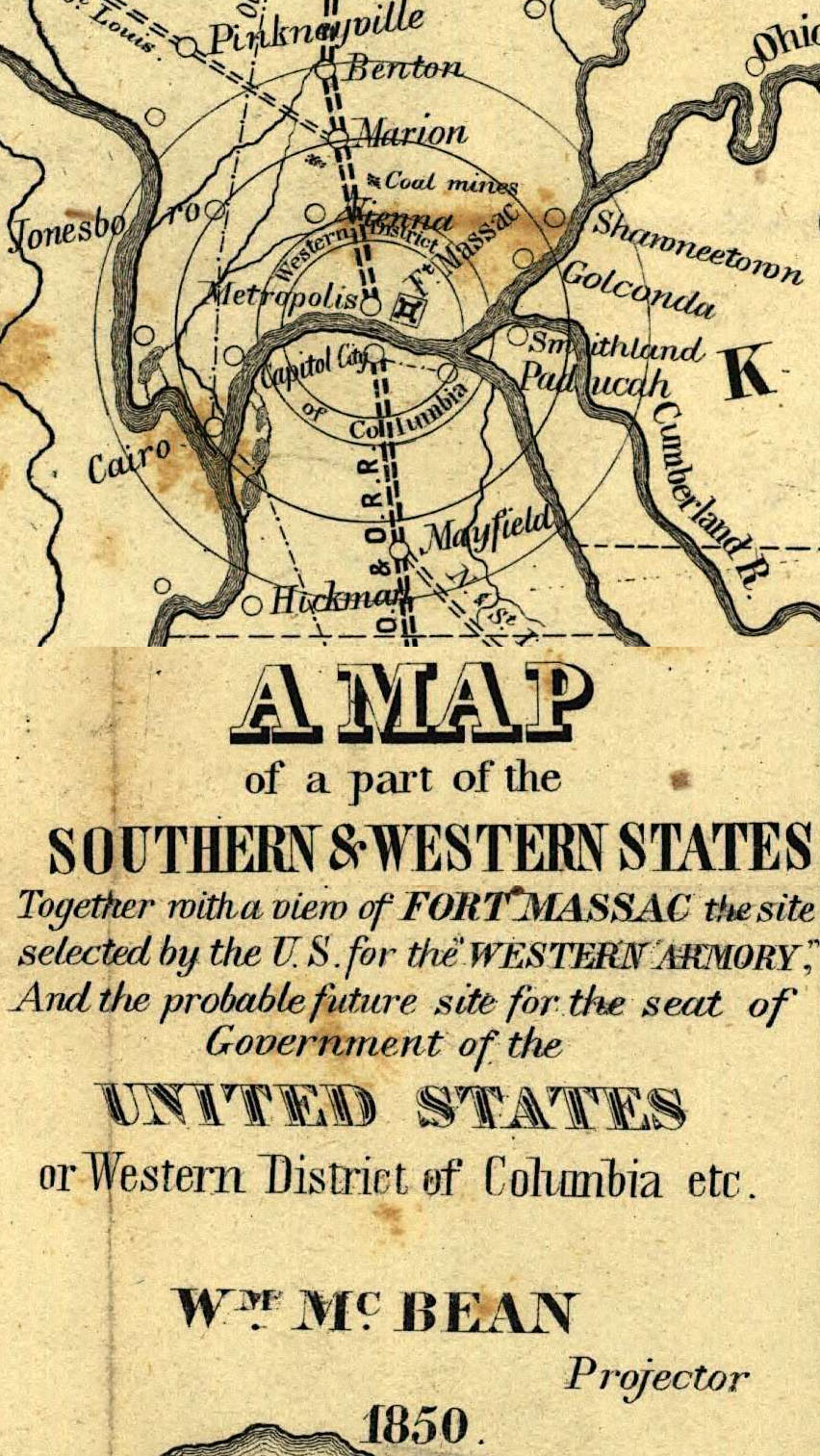
Mapa de 1850 del planeado Distrito Occidental de Columbia, que sustituiría al Distrito de Columbia como capital de los Estados Unidos.

En 1819, Vandalia se convirtió en capital de Illinois, habiendo sido su capital hasta 1839, cuando se trasladó a Springfield, que es hasta el día de hoy la capital del estado.
La población de Illinois comenzó a crecer drásticamente después de la década de 1820, con la apertura del Canal de Erie en el estado de Nueva York, facilitando así los viajes del este estadounidense al centro-norte. La población del estado en 1820 era de aproximadamente 55 000 habitantes. Diez años después, este número habría aumentado a 157 000. La población de Illinois pasó a crecer aún más después de que las fuerzas militares estadounidenses derrotaran a las tribus algonquinas de la región, que hasta entonces atacaban constantemente a la población de las ciudades y de los campos del estado. Estos indios fueron forzados a mudarse a áreas situadas al oeste del río Misisipi. Los inmigrantes pasaron a llegar en números cada vez mayores a partir de la década de 1830.
Chicago fue fundada en 1833, entonces con una población de 350 habitantes. La apertura del Canal de Erie algunos años antes, su posición estratégica junto a los Grandes Lagos (y, gracias al Canal de Erie, que permitía viajar hasta el océano Atlántico), hicieron de la ciudad un importante centro ferroviario. Tan solo cuatro años después, en 1837, Chicago fue elevada a la categoría de ciudad, con una población de 4000 habitantes. La apertura del Canal Illinois-Míchigan, que conectaba los Grandes Lagos con el sistema hidrográfico del río Misisipi-Misuri hizo definitivamente de la ciudad uno de los mayores centros portuarios del país, y el mayor centro ferroviario de Estados Unidos. En solo algunas décadas Chicago pasaría a ser la segunda mayor ciudad del país, solo por detrás de Nueva York.
Durante la década de 1850, el gobierno estadounidense consideró cambiar su capital, el Distrito de Columbia, más al oeste, a lo que se llamó en su época Distrito Occidental de Columbia. Esta capital estaría localizada en lo que actualmente constituye Capitol City (en Kentucky) y Metropolis (Illinois). Sin embargo, estos planes nunca pasaron del papel.
En 1858, Abraham Lincoln y Stephen A. Douglas se disputaron acaloradamente un escaño de senador, que actuaría como representante del estado en el Congreso. Ambos candidatos a senador participaron en un total de siete encendidos debates, ganando finalmente Douglas el escaño. Sin embargo, estos debates proyectaron al estado nacionalmente, y ayudarían a Lincoln a vencer en las elecciones presidenciales de 1860. Un año después, se desataría la guerra civil estadounidense.
El Estado de Illinois luchó del lado de la Unión, los Estados Unidos propiamente dichos, contra los confederados. Hubo algunas amenazas de secesión de las regiones del sur del estado, que eran principalmente rurales, y muchos de sus habitantes simpatizaban con los confederados. Sin embargo, la mayor parte de la población de Illinois estaba de parte de la Unión. El presidente Abraham Lincoln y uno de los principales comandantes de la Unión, Ulysses S. Grant, eran nativos del estado. Cerca de 250 000 soldados de la Unión vinieron de Illinois, más que de cualquier otro estado de la Unión excepto Nueva York, Pensilvania y Ohio.
La guerra aceleró el proceso de industrialización del Estado. Con el fin de la guerra, Chicago prosperó como un gran centro industrial, y el mayor centro de procesado de alimentos del mundo. Se construyeron numerosas vías férreas, y se drenaron humedales para generar tierra apta para el cultivo. Sin embargo, el descontento de la clase obrera de las ciudades del estado crecía a medida que el problema de sus pésimas condiciones de trabajo y salarios no se minimizaba ni se solucionaba. Los granjeros también estaban descontentos con los bajos precios de venta y los altos precios de los equipamientos. Los granjeros y los trabajadores se unieron en 1892 para votar a John P. Altgeld. Este instituyó leyes laborales, fomentó las negociaciones y el diálogo en vez de uso de la fuerza policial para resolver huelgas y manifestaciones laborales, y mejoró el sistema de educación pública del estado.

### 1900 - Actualidad

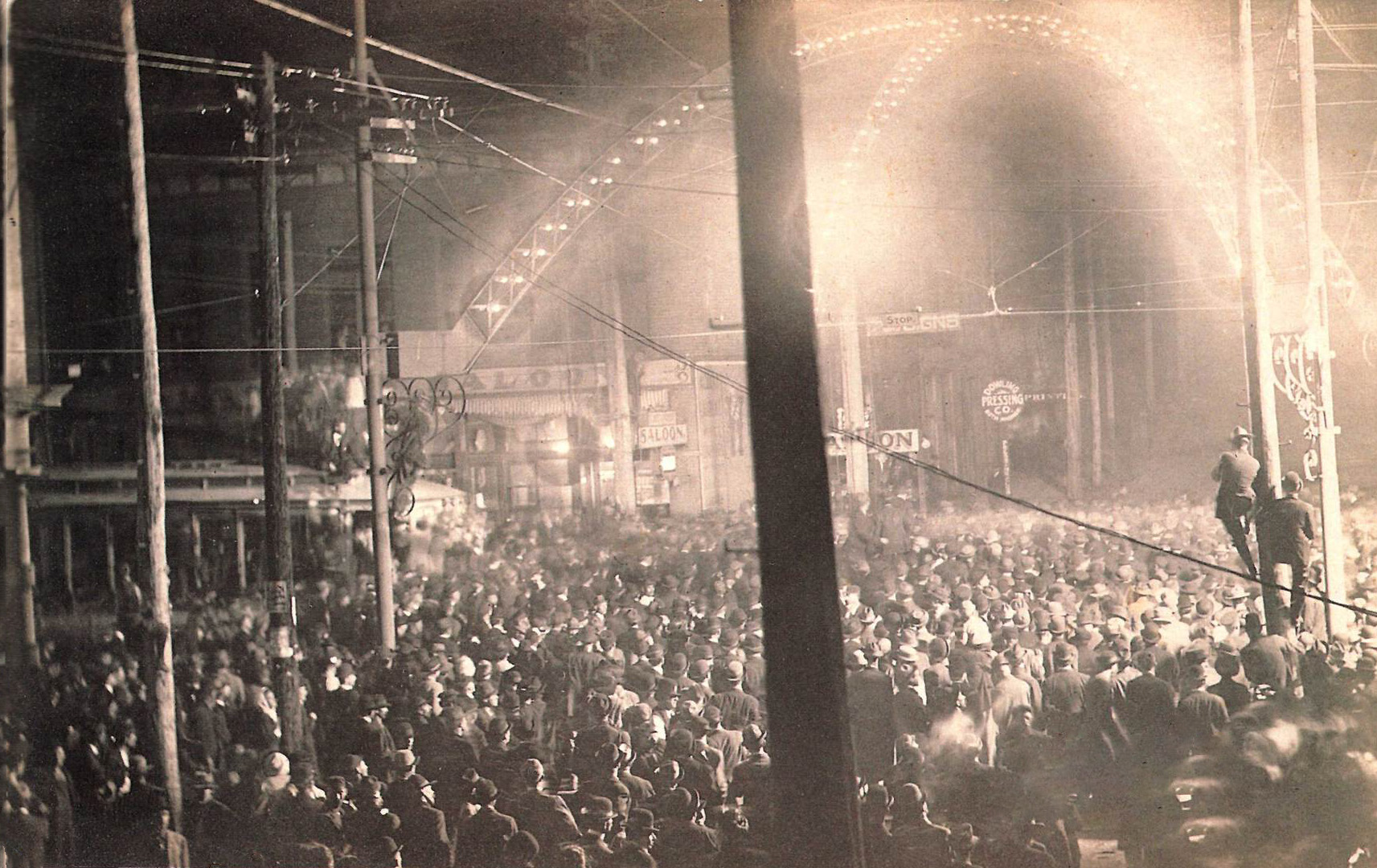
La creciente migración de afroamericanos generó grandes tensiones entre la población blanca y afrodescendiente del estado. Aquí, imagen de un afrodescendiente siendo linchado en público por la población blanca de Cairo.

Durante las primeras décadas del siglo XX fueron aprobadas varias leyes laborales. Además de eso, en 1911 Illinois aprobó una ley que ofrecía ayudas económicas a las familias pobres con hijos pequeños. Illinois fue el primer estado en aprobar una ley de este género.
Al largo de las primeras décadas del siglo XX, miles de afroamericanos pasaron a emigrar masivamente de los estados del sur del país a Illinois. Una de las razones fue el periódico de cultura afrodescendiente de Chicago, el Black Defender, que incentivaba esta migración. La población afrodescendiente de las ciudades del estado aumentó rápidamente, especialmente en Chicago, donde los afroamericanos constituyen actualmente aproximadamente un 37 % de la población de la ciudad. La mayor presencia afrodescendiente incomodó a ciertos sectores de blancos del estado, generando roces entre la población blanca y afrodescendiente, que culminaron en tres grandes motines populares, que tuvieron lugar en 1908 (en Springfield), en 1917 (en East St. Louis) y en 1919 (en Chicago).
Illinois prosperó económicamente durante los años de la Primera Guerra Mundial, así como en los años posteriores a la guerra. En 1920, el Congreso prohibió la fabricación, transporte y venta de bebidas alcohólicas (la "Ley Seca"). Numerosas bandas traficaban ilegalmente con las bebidas alcohólicas en el estado. La mayor parte de estas bandas estaban lideradas por Al Capone. Estas se confrontaban a menudo entre sí y con la policía, y muchos de estos enfrentamientos resultaban en muertes. Las tasas de criminalidad estallaron en Illinois, especialmente en Chicago. La ley seca fue abolida en 1933. 
La Gran Depresión de 1929 afectó gravemente a la economía del estado. Numerosas fábricas y tiendas tuvieron que cerrar por quiebra y miles de personas se quedaron sin trabajo. En 1932, el estado pasó a suministrar ayuda económica a los desempleados. La recesión económica acabó con el descubrimiento de grandes reservas de petróleo, en 1937, que hicieron de Illinois el cuarto mayor productor nacional en tan solo dos años.
La economía de Illinois creció espectacularmente durante los años de la Segunda Guerra Mundial, construyéndose miles de fábricas en el estado. Además de eso, Enrico Fermi y otros científicos consiguieron realizar la primera reacción nuclear artificial de la historia de la humanidad, en la Universidad de Chicago. La posibilidad de provocar reacciones nucleares controladas abrió la posibilidad de la construcción de reactores nucleares para la generación de electricidad. La industria nuclear se convirtió una de las mayores de la economía del estado. En 1968, se comenzó a construir el acelerador de partículas Fermi National Accelerator Laboratory (abreviado en Fermilab), inaugurándose cuatro años después. Además de eso, durante la década de 1960, los incentivos fiscales del gobierno de Illinois atrajeron a numerosas industrias a la región, tales como la industria automovilística y la aeroespacial.
En 1970, Illinois aprobó un proyecto de 750 millones de dólares que serían destinados al tratamiento de aguas residuales y de contaminantes industriales; hasta entonces, la mayoría de estos desechos eran vertidos directamente al agua. En 1973, el gobierno de Illinois crea un bingo estatal con el objetivo de recaudar fondos para el sistema educativo del estado. Durante la década de 1980, se instalaron el área metropolitana de Chicago varias industrias de alta tecnología. En 2000, el entonces gobernador de Illinois George Ryan, declaró una moratoria en las leyes que aprobaban la pena de muerte en el estado. En enero de 2003, poco antes del término de su mandato como gobernador de Illinois, Ryan redujo la pena de todos los condenados de pena de muerte a cadena perpetua.

## Geografía

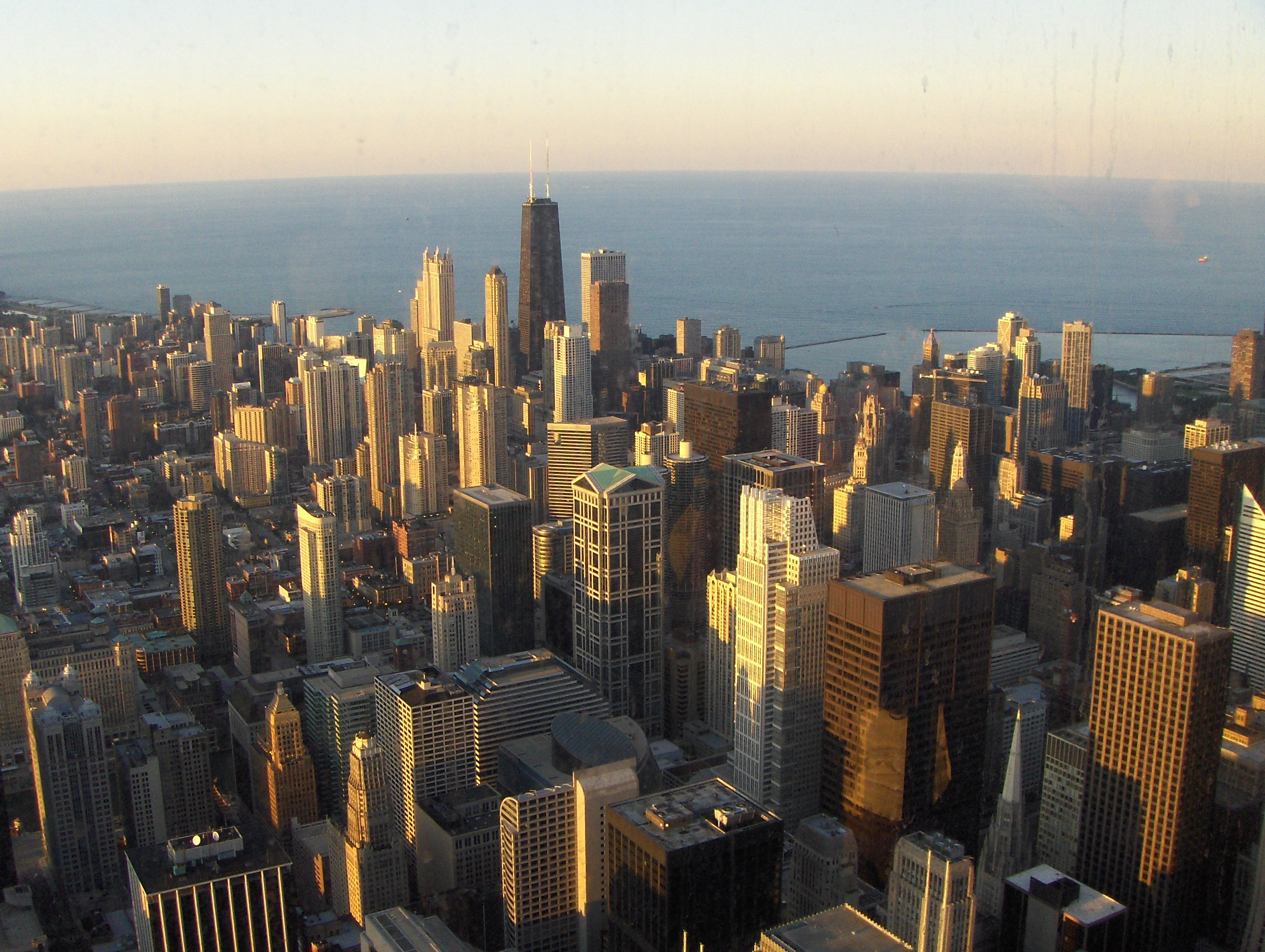
Chicago, la mayor ciudad de Illinois

Illinois limita al norte con Wisconsin, al noreste con el lago Míchigan, al este con Indiana, al sur con Kentucky (a través del río Ohio), al oeste con Iowa y Misuri (a través del río Misisipi). Illinois también limita con el estado de Míchigan, aunque solo a través de una frontera acuática en el lago Míchigan.
Illinois tiene 629 kilómetros de extensión norte-sur y 340 kilómetros de extensión este-oeste. El área del estado es de 149 998 km², de los cuales 6030 (un 4 %) están cubiertos por agua. El Estado es el vigésimo quinto mayor Estado del país (vigésimo cuarto si no contamos los cuerpos de agua). El litoral de Illinois con el lago Míchigan tiene 101 kilómetros de extensión.
Aunque Illinois se localiza por completo en las Llanuras Interiores (Interior Plains), se divide en tres regiones geográficas esenciales. La primera es Chicagoland, que comprende la ciudad de Chicago, sus suburbios, y el área extraurbana adyacente, por donde se está expandiendo la metrópolis. Esta región incluye varios condados de Indiana y Wisconsin, y se extiende a través de gran parte del norte de Illinois, hacia la frontera con Iowa, en la franja situada entre las Autopistas Interestatales 80 y 90. Esta región es cosmopolita, densamente poblada, muy industrializada, y habitada por una gran variedad de grupos étnicos. El condado de Cook es el más poblado del estado, con más de 5,3 millones de habitantes en 2004.
Hacia el sur y el oeste se encuentra la segunda división principal del estado, el Illinois central, un área de praderas en su mayoría llana. La sección occidental (es decir, al oeste del río Illinois) formaba parte originalmente del Tratado Militar de 1812 y forma la protuberancia occidental distintiva del estado. Conocido como la Tierra de Lincoln o el Corazón de Illinois, se caracteriza por sus pequeñas y medianas ciudades. Aquí tienen una fuerte presencia la agricultura, especialmente la del maíz y la soja, así como las instituciones educativas y las fábricas. Entre las ciudades importantes de esta región se encuentran: Peoria (la tercera mayor área metropolitana de Illinois, con 370 000 habitantes), Springfield (la capital estatal), Decatur, Bloomington-Normal y Champaign-Urbana.
La tercera división es el sur de Illinois, que comprende toda el área situada al sur de la carretera U.S. Route 50, e incluye la región del Little Egypt (Pequeño Egipto), cerca de la confluencia del río Misisipi con el río Ohio. Esta región se distingue de las otras dos por su clima más cálido, sus diferentes cultivos, su topografía más accidentada (la punta más meridional del estado no sufrió los efectos de la Glaciación de Illinois, ni tampoco de las anteriores), así como por sus pequeños yacimientos de petróleo y su minería del carbón. La región está un poco más poblada que la parte central del estado, y se centra en dos áreas. En primer lugar, los suburbios de San Luis pertenecientes a Illinois comprenden la segunda área metropolitana más poblada del estado con casi 600 000 habitantes, y son conocidas popularmente como el Metro-East. En segundo lugar, el área de Carbondale, Marion, West Frankfort, Herrin y Murphysboro, cuenta con alrededor de 200 000 habitantes.
Popularmente, a todo el territorio de Illinois que no forma parte del área metropolitana de Chicago se le llama "downstate Illinois".
En el extremo noroeste de Illinois, se halla la Driftless Area, una región que no fue afectada por las glaciaciones, y por lo tanto con una topografía más elevada y más accidentada. Charles Mound, localizado en esta región, es la elevación natural más alta del estado, con 376 m. Hablando en términos formales, la elevación más alta de Illinois es la de la Torre Sears, con una altitud en la parte superior de su azotea de aproximadamente 442 metros.

### Mapas

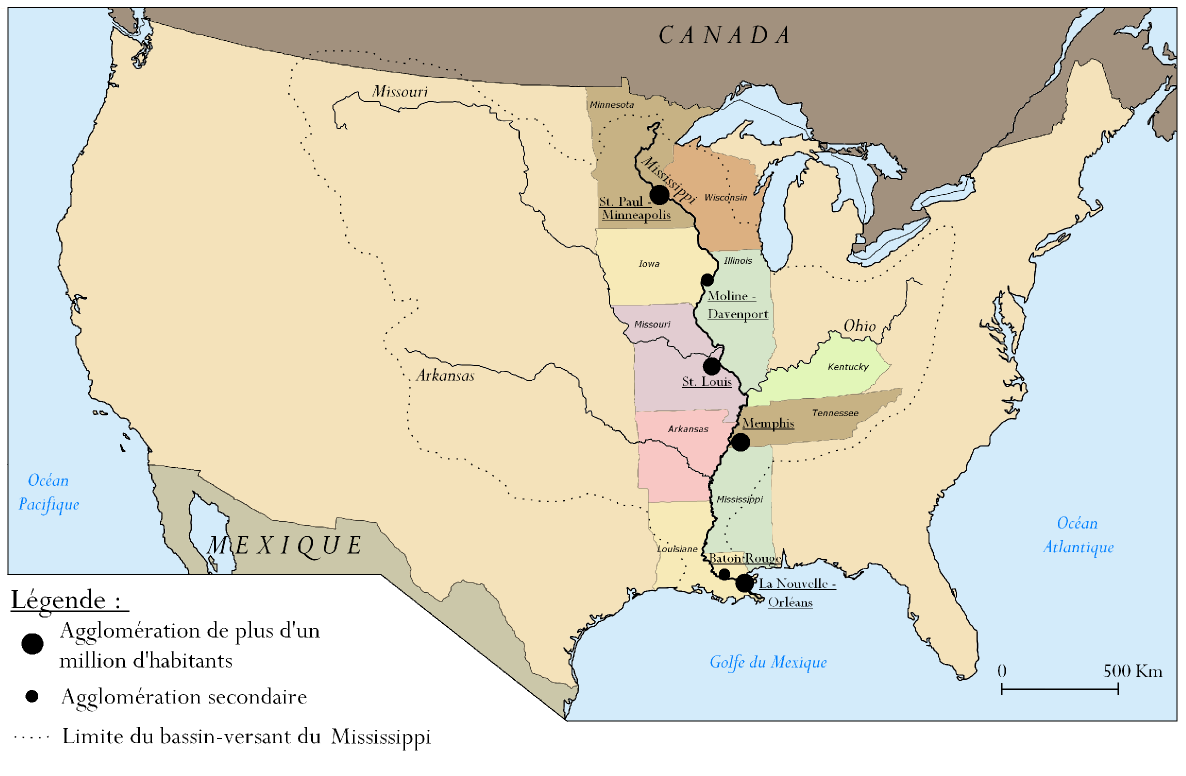
El Misisipi forma su toda frontera oeste, con Iowa y Misuri (en este mapa también se aprecia que su frontera sur la delimita el río Ohio)
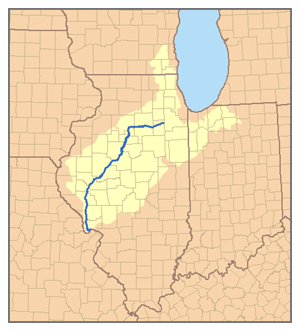
El río Illinois fluye en dirección suroeste por la mitad norte del estado
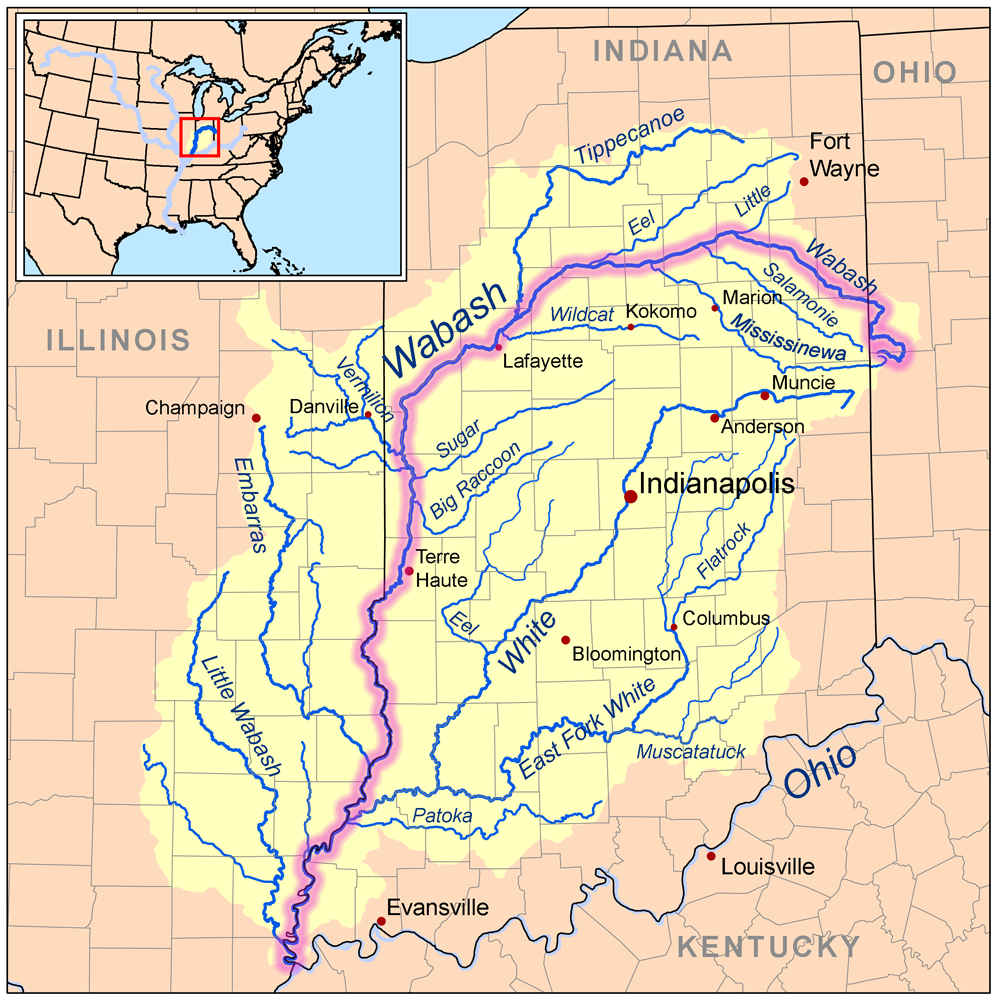
El río Wabash forma la parte meridional de su frontera este con Indiana
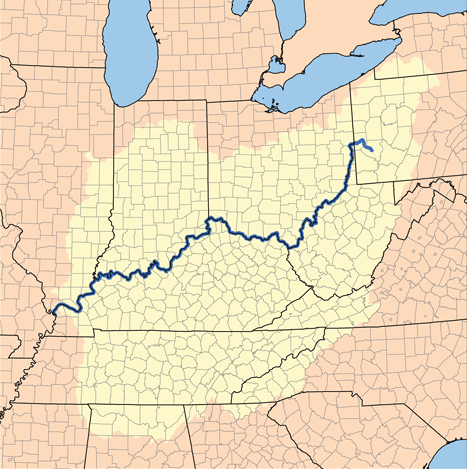
El río Ohio forma su frontera sur, con Kentucky
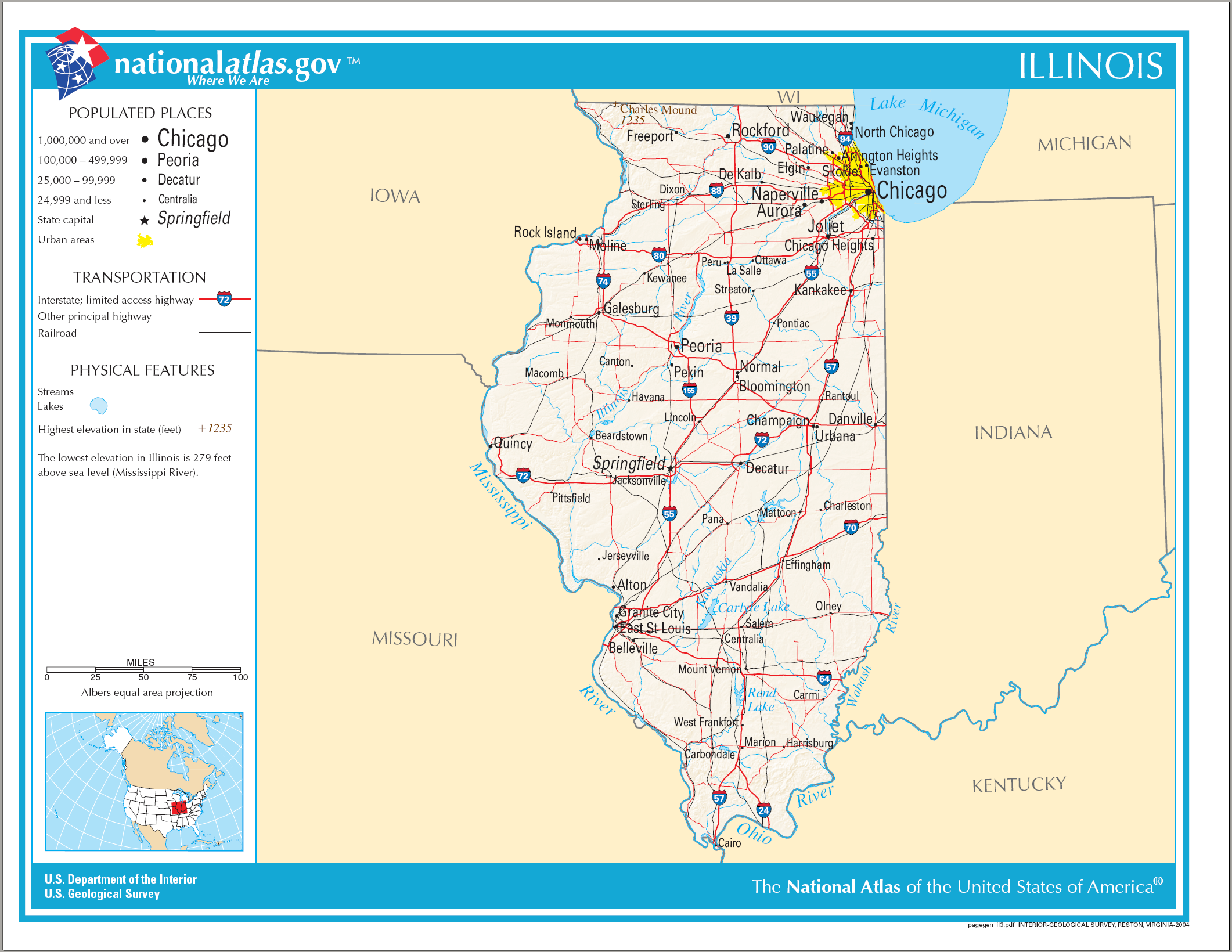
Mapa de Illinois

### Clima

Clima del estado

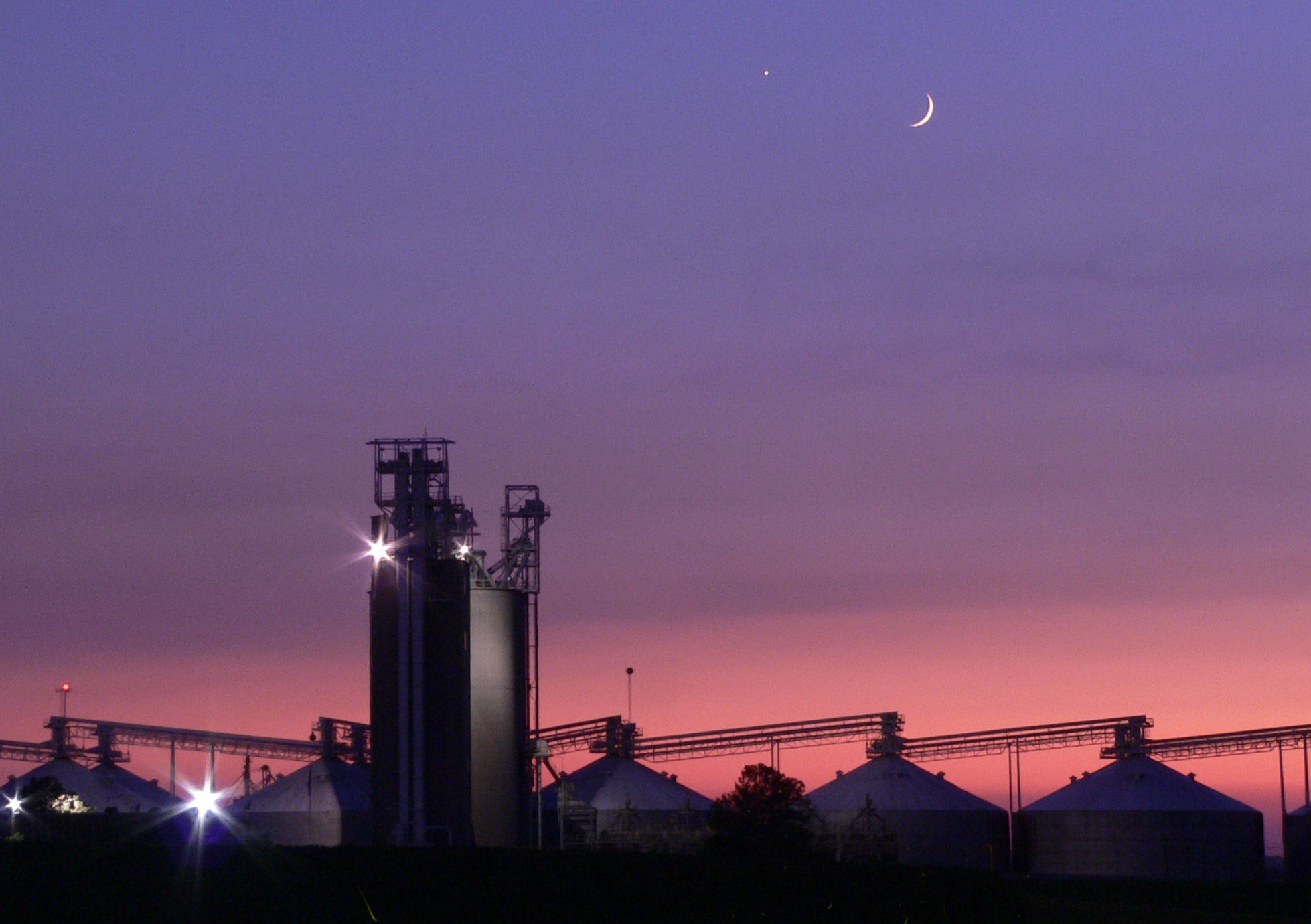
Atardecer sobre un granero, al oeste de Champaign

El clima de Illinois es continental, en el que se distinguen cuatro estaciones distintas, con veranos cálidos e inviernos fríos. No obstante, el tiempo atmosférico varía bastante de estación a estación. El tiempo en Illinois es relativamente inestable, y puede cambiar repentinamente, especialmente en invierno. En ocasiones, la temperatura puede bajar más de 12 °C en apenas una hora. El principal motivo de esta inestabilidad es la ausencia de obstáculos geográficos en el Estado y en sus proximidades, que permiten el rápido movimiento de corrientes de aire venidas de cualquier dirección. Durante todo el año, la temperatura media baja a medida en que se viaja hacia el norte.
La proximidad con el lago Míchigan suaviza los inviernos en la parte noreste del estado. La temperatura media de Illinois en invierno es de -7,6 °C en el norte del estado, -3 °C en el centro-sur y 1 °C en el extremo sur. Las mínimas varían entre -30 °C y 5 °C en el nordeste, -35 °C y 1 °C en el noroeste y -25 °C y 10 °C en el extremo sur, y las máximas entre -24 °C y 13 °C en el nordeste, -28 °C y 7 °C en el noroeste y -18 °C y 17 °C en el extremo sur. La temperatura más baja registrada en Illinois, -38 °C, fue medida en Congerville el 5 de enero de 1999.
La temperatura media en verano en el norte es de 21 °C, y de 29 °C en el sur. Las mínimas varían entre 12 °C y 20 °C en el norte y entre 16 °C y 26 °C en el sur. Por su parte, las máximas varían entre 22 °C y 35 °C en el norte y entre 25 °C y 38 °C en el sur. La temperatura más alta registrada en Illinois, 47 °C, fue medida el 14 de julio de 1954 en East St. Louis.
Las tasas de precipitación media anual de lluvia varían de 100 centímetros en el norte a 85 centímetros en el sur. Las tasas de precipitación media anual de nieve, por su parte, varían de 76 centímetros en el norte a 25 centímetros en el sur de Illinois. La aparición de tornados es muy común (con picos entre abril y junio), de hecho, los tornados mataron a más personas en Illinois que en cualquier otro estado estadounidense. El más destructivo de ellos, el Tri-State Tornado (Tornado Triestatal, por afectar a Misuri, Illinois e Indiana) ocurrió en 1925, cobrándose la vida de 695 personas.

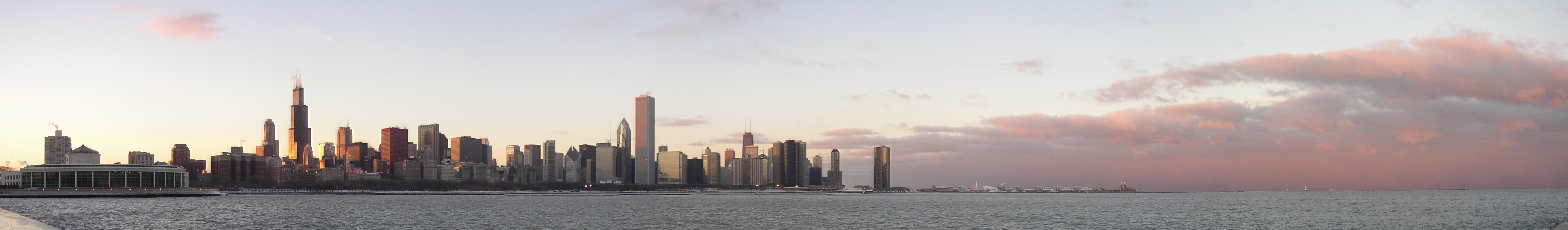
Atardecer en Chicago.

## Demografía

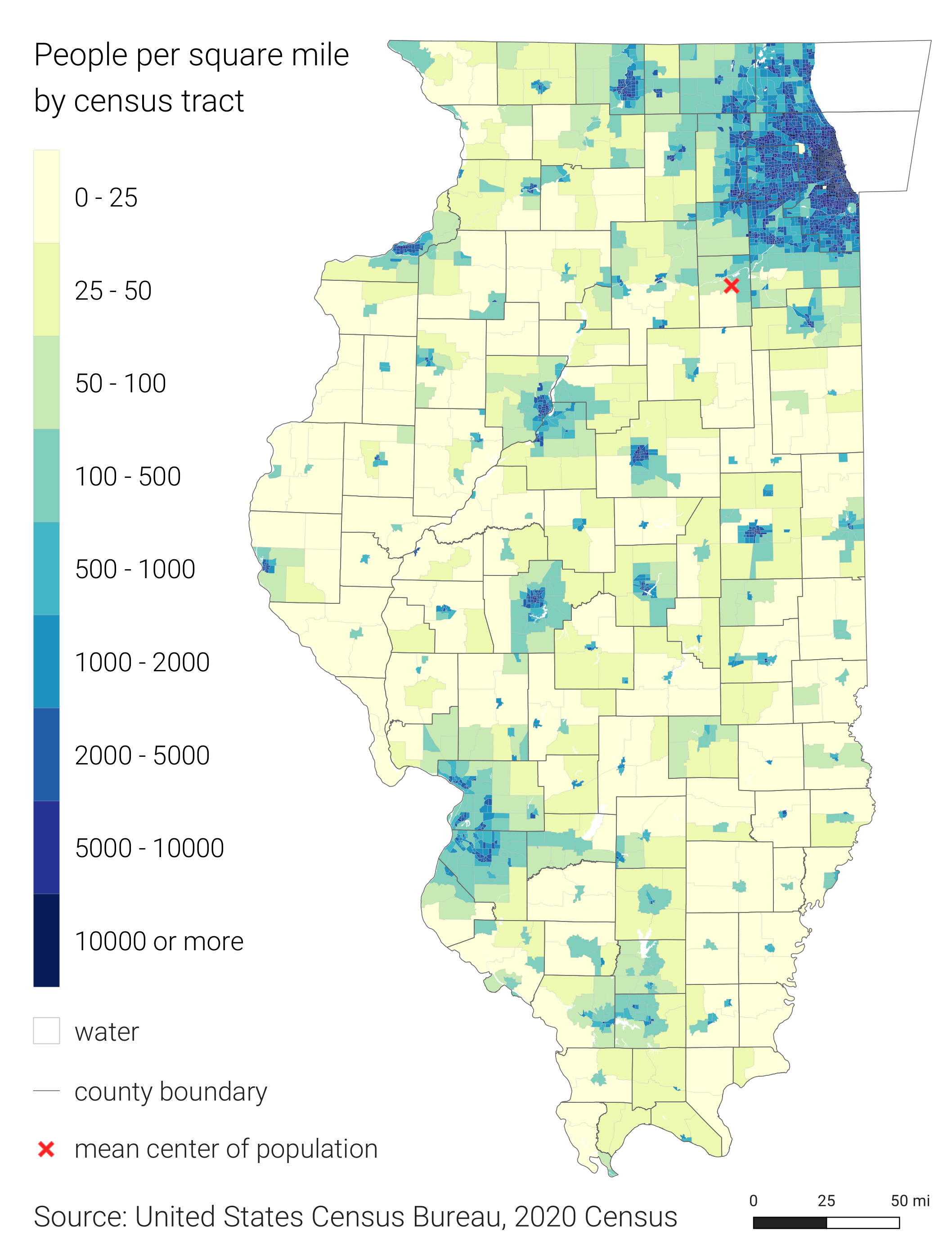
Illinois 2020, densidad de población

De acuerdo a estimación censal, para 2005, Illinois tenía una población de 12 763 371 habitantes, lo que supone un aumento de 51 355 (o lo que es lo mismo, un 0,4 %), en relación con el año previo y un aumento de 343 724 habitantes (o un 2,8 %), en relación con el año 2000. El aumento demográfico desde el último censo se debe a un crecimiento natural de 406 425 personas (959 470 nacimientos menos 553 045 muertes) y una migración neta de 63 011 personas en el estado. Las migraciones externas han dado lugar a un aumento neto de 328 020 personas, mientras que las migraciones internas produjeron una pérdida neta de 391 031 personas.
En 2004, el 13,3 % de los habitantes del estado (1 682 900) no habían nacido en Estados Unidos.
En el extremo septentrional del estado, a orillas del lago Míchigan, se encuentra Chicago, la tercera mayor ciudad de la nación. En 2000, el 23,3 % de la población del estado vivía en la ciudad de Chicago, el 43,3 % en el condado de Cook y el 65,6 % en la parte de Chicagoland (el Gran Chicago) correspondiente a Illinois, el principal centro industrial y de transportes de la región, que incluye los condados de Will, DuPage, Kane, y Lake, además del Condado de Cook. El resto de la población vive en las ciudades más pequeñas y en las áreas rurales que salpican las llanuras del estado. Según el censo de 2000, el centro de la población del estado estaba en 41°16′42″N 88°22′49″O / 41.278216, -88.380238, en el condado de Grundy, al noreste de Mazon.
| Gráfica de evolución demográfica de Illinois entre 1810 y |
|                                                           |

### Grupos étnicos y culturales
| Grupo étnico o cultural                   | Cifras | Cifras | Total | Total |
| ----------------------------------------- | ------ | ------ | ----- | ----- |
| Blancos no hispanos                       | 58.3%  | 58.3   | 61.3% | 61.3  |
| Hispano o latino                          | —      |        | 18.2% | 18.2  |
| Negros                                    | 13.9%  | 13.9   | 15.0% | 15    |
| Asiáticos                                 | 5.8%   | 5.8    | 6.7%  | 6.7   |
| Nativos                                   | 0.1%   | 0.1    | 1.1%  | 1.1   |
| Estadounidenses de las islas del Pacífico | 0.02%  | 0.02   | 0.1%  | 0.1   |
| Otro                                      | 0.4%   | 0.4    | 1.1%  | 1.1   |

| Composición racial                            | 1990  | 2000  | 2010  |
| --------------------------------------------- | ----- | ----- | ----- |
| Blancos                                       | 78.3% | 73.5% | 71.5% |
| Negros                                        | 14.8% | 15.1% | 14.5% |
| Asiáticos                                     | 2.5%  | 3.4%  | 4.6%  |
| Nativos                                       | 0.2%  | 0.2%  | 0.3%  |
| Nativos de Hawaiia y Otro isleño del pacífico | —     | —     | —     |
| Otra raza                                     | 4.2%  | 5.8%  | 6.7%  |
| Multirracial                                  | —     | 1.9%  | 2.3%  |

- 71.5% Blancos[17]
- 14.5% Afroamericanos
- 4.6% Asiático

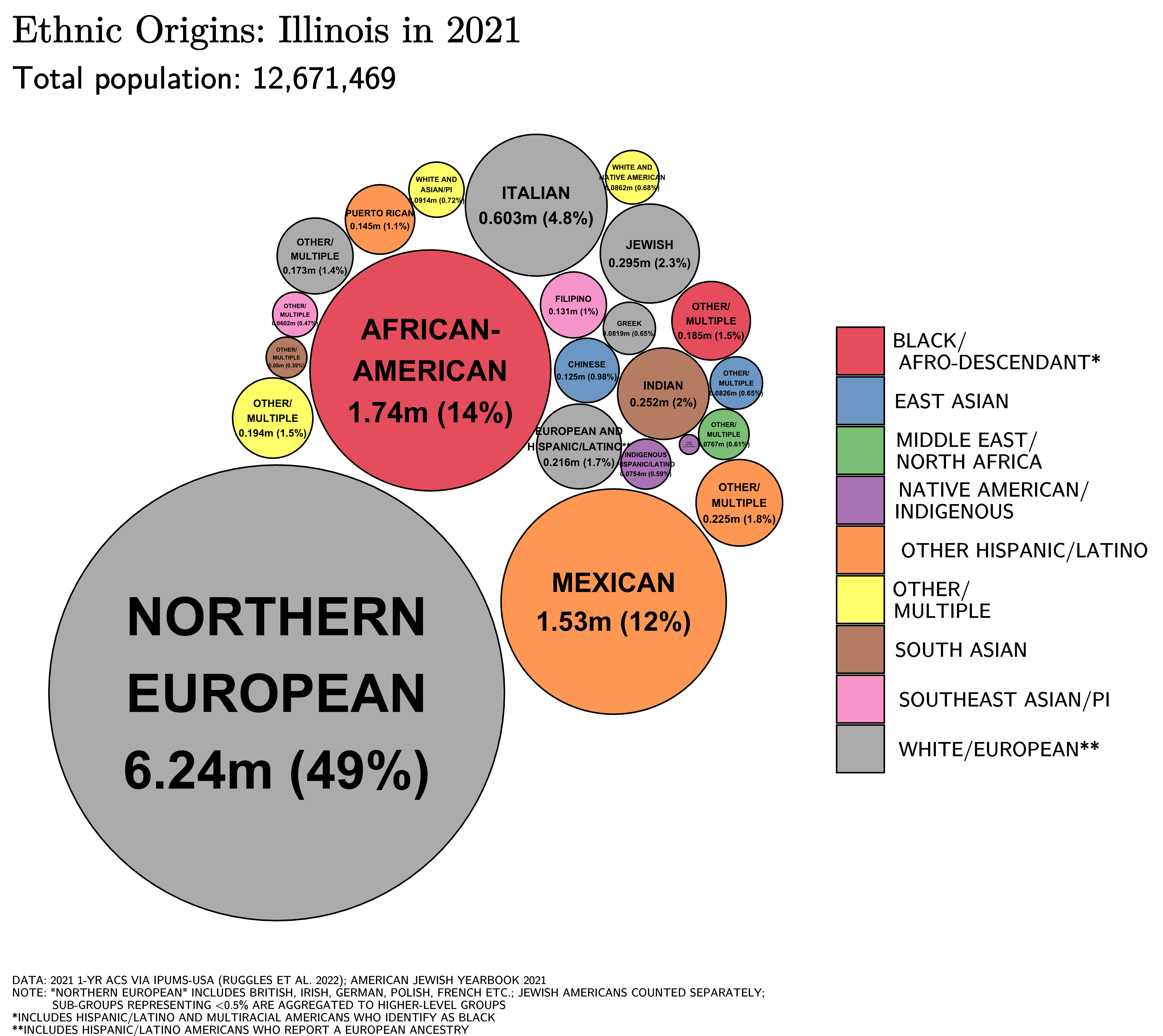
Ethnic origins in Illinois

- 12,3 % Hispanos (de cualquier etnia)
- 0.3% Nativos americanos
- 2.3% Dos o más razas

Los cinco mayores grupos étnicos o nacionales de origen en Illinois son los alemanes (que comprenden un 19,6 % de la población del Estado), los afroamericanos (15,1 %) los irlandeses (12,2 %), los mexicanos (9,2 %) y los polacos (un 7,5 %).
Aproximadamente tres de cada diez blancos del Estado dicen tener al menos alguna ascendencia alemana, haciendo de los alemanes el grupo nacional de origen más numeroso del estado. Los afroamericanos están presentes en gran número en Chicago, East St. Louis y en el extremo sur de Illinois. Los descendientes de nativos indígenas y de británicos se concentran principalmente en el sureste del estado. La región metropolitana de Chicago alberga un gran número de irlandeses, mexicanos y polacos. Otros grupos con ascendencia de naciones extranjeras son los ingleses, italianos y suecos.
Cerca de un 86,7 % de la población del estado nació en el país. Los otros 13,3 % nacieron fuera del país, o sea, son inmigrantes. La mayor parte de los inmigrantes se instalan en el área metropolitana de Chicago. Los mexicanos comprenden aproximadamente un 40 % de la población inmigrante, mientras que los polacos, un 10 %.

### Pirámide de edades

Pirámide de edades de Illinois (2000).

La distribución de la población por edades en 2000 era:
- Menos de 5 años: 7,1 %
- Menos de 18 años: 26,1 %
- Más de 65 años: 12,1 %

Las personas de sexo femenino componen aproximadamente el 51 % de la población de Illinois.

### Religión
| Religión en Illinois (2019)            | Religión en Illinois (2019)            | Religión en Illinois (2019) | Religión en Illinois (2019) | Religión en Illinois (2019) |
| -------------------------------------- | -------------------------------------- | --------------------------- | --------------------------- | --------------------------- |
| Religión                               | Religión                               |                             | Porcentaje                  | Porcentaje                  |
| Protestantismo                         | Protestantismo                         |                             | 43 %                        | 43 %                        |
| Catolicismo                            | Catolicismo                            |                             | 28 %                        | 28 %                        |
| Sin religión                           | Sin religión                           |                             | 22 %                        | 22 %                        |
| Creyentes sectarios u otras religiones | Creyentes sectarios u otras religiones |                             | 6 %                         | 6 %                         |
| Cristianos ortodoxos                   | Cristianos ortodoxos                   |                             | 1 %                         | 1 %                         |

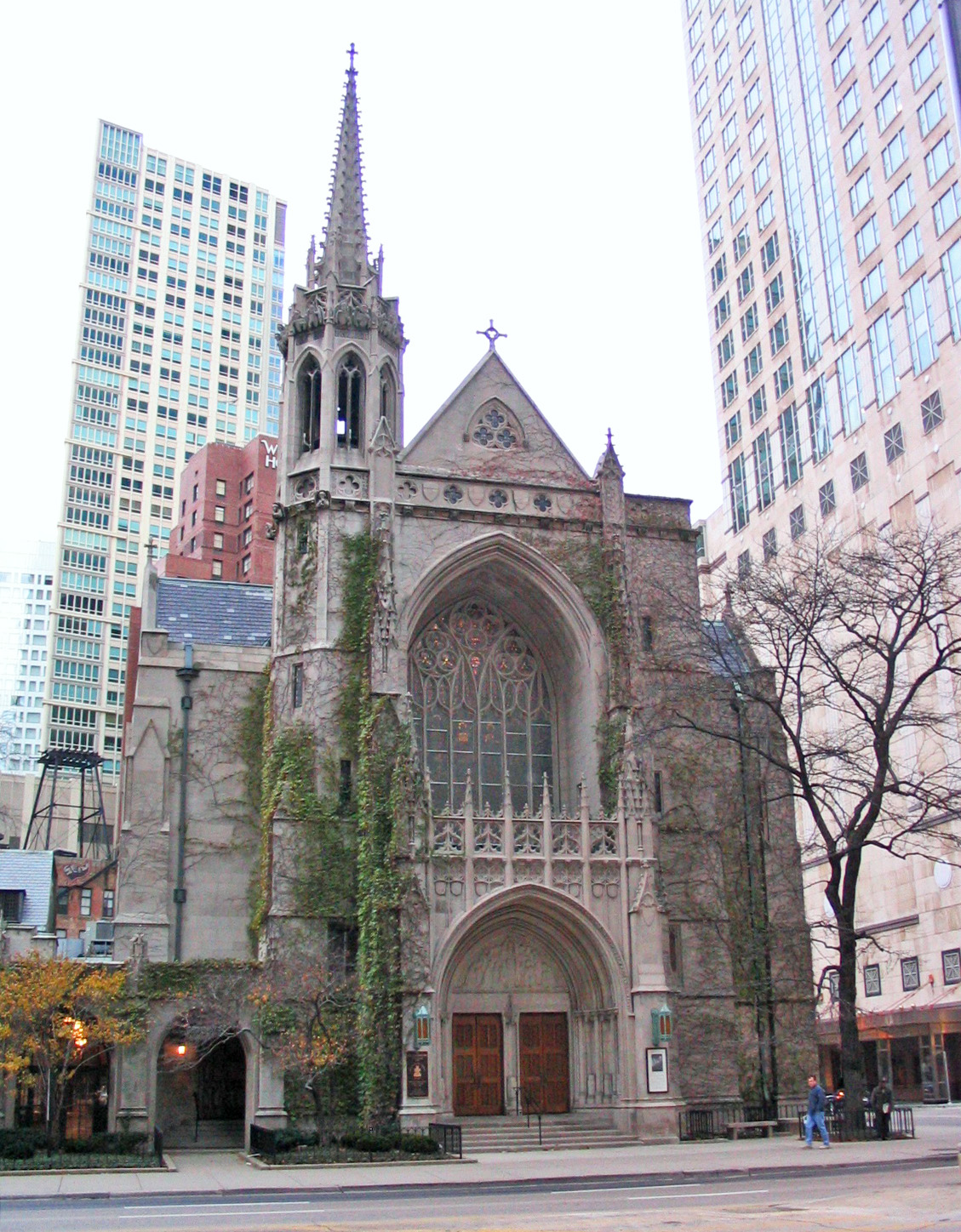
Primera Iglesia Presbiteriana, Chicago.

Afiliaciones religiosas de la población de Illinois:
Afiliación religiosa 2019
- Cristianismo – 72% - 9,319,168
  - Protestantismo – 43% - 5,565,614
  - Catolicismo – 28% - 3,624,120
- Otras religiones – 6% - 776,597
- Sin religión – 22% - 2,847,523

Los protestantes son el mayor grupo religioso de Illinois. Sin embargo, al contrario de otros estados del Centro Oeste de Estados Unidos, tal religión no domina claramente. Los católicos, que se concentran principalmente en Chicago y sus alrededores, comprenden el 28 % de la población.
El área metropolitana de Chicago alberga la 3.ª mayor población judía de los Estados Unidos.

### Principales ciudades
Chicago es la mayor ciudad del estado y la tercera ciudad más poblada de los Estados Unidos. Entre las ciudades de más de 100.000 se encuentran: 
- Aurora, el mayor suburbio de Chicago y la segunda mayor ciudad de Illinois.
- Rockford, la tercera mayor ciudad de Illinois, localizada en el centro norte del estado.
- Naperville, un suburbio de Chicago y la cuarta mayor ciudad del estado.
- Elgin, un suburbio situado al noroeste de Chicago.
- Joliet, un suburbio situado al suroeste de Chicago.
- Peoria, la mayor ciudad del estado situada a orillas en el río Illinois.
- Springfield, la capital estatal de Illinois.

## Economía

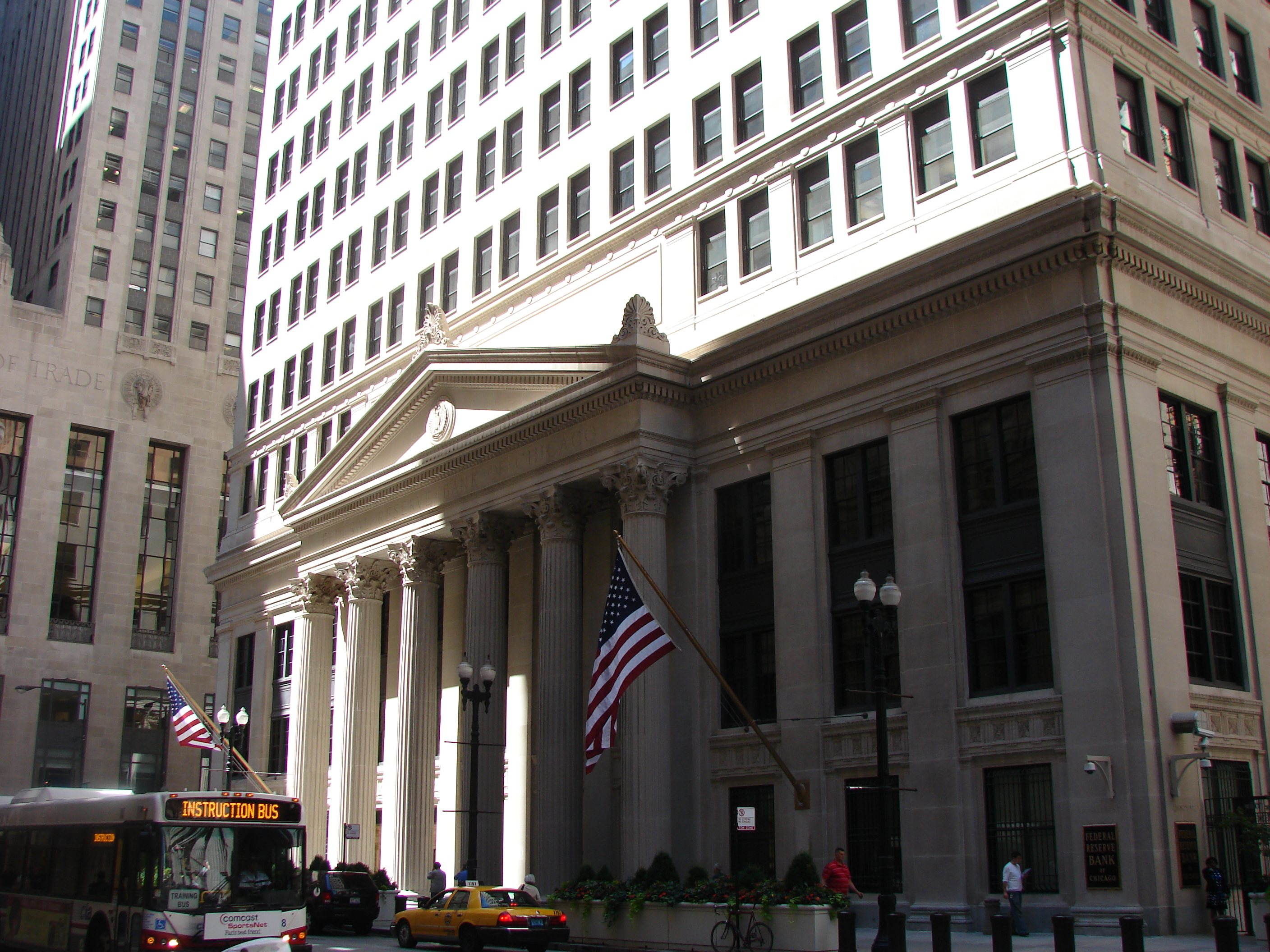
El Banco de la Reserva Federal de Chicago en el corazón del centro financiero de Chicago.

El producto interior bruto de Illinois era, en 2004, de casi 522 000 millones de dólares, lo que lo colocaba en el 5.º puesto en la nación. La renta per cápita en 2004 era de 34 721 dólares. La tasa de desempleo se sitúa en el 6,1 %.
Los principales productos agropecuarios de Illinois son el maíz, la soja, el ganado bovino y porcino, la leche y el trigo. Las universidades de Illinois continuamente están investigando productos agrícolas alternativos, como cultivos alternativos. Las actividades y productos industriales más destacados del estado son la maquinaria, el procesado de alimentos, el material eléctrico, los productos químicos, la prensa, los productos de metal, los equipamientos de transporte, el petróleo y el carbón.
El impuesto sobre la renta del estado de Illinois se calcula multiplicando los ingresos netos por una tasa fija, actualmente el 3 por ciento. Hay dos tasas para el impuesto sobre las ventas del estado: el 6,25 por ciento para la mercancía en general y el 1 por ciento para la comida, los medicamentos y los dispositivos médicos. El impuesto sobre los bienes inmuebles es el mayor impuesto único de Illinois y la fuente principal de ingresos fiscales para los distritos de impuestos del gobierno local. El impuesto sobre los bienes inmuebles es un impuesto local (no estatal), que imponen los distritos de impuestos del gobierno local —los cuales incluyen condados, municipios, distritos escolares y distritos especiales de impuestos.

### Sectores económicos

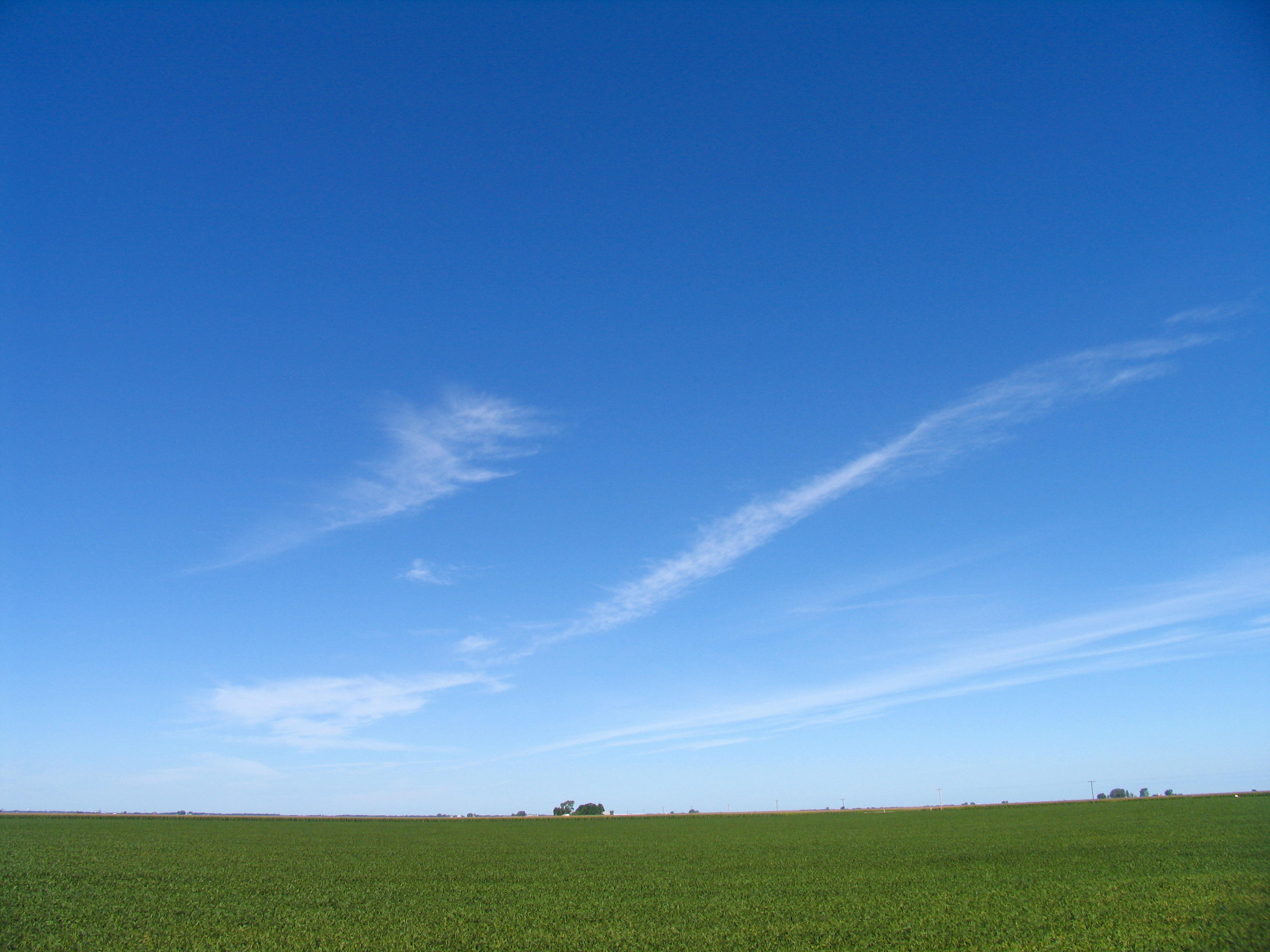
Campo de soja de Illinois. El estado es uno de los mayores productores de soja de Estados Unidos.

El sector primario corresponde al 1% del PIB de Illinois. La agricultura y la ganadería corresponden juntas a un 1 % del PIB del Estado, y emplean a cerca de 168 000 personas. El estado posee cerca de 75 000 granjas. Illinois es uno de los líderes nacionales en el sector agropecuario. La pesca y la silvicultura son responsables de cerca de un 0,95 % del PIB, emplean juntas a cerca de 7000 personas, aunque su actuación tiene efectos insignificantes en la economía estatal.
El sector secundario corresponde a un 21 % del PIB de Illinois. La industria manufacturera corresponde a un 16 % del PIB del Estado y emplea aproximadamente a 970 000 personas. El valor total de los productos fabricados en el Estado es de 102 000 millones de dólares. Chicago es el segundo mayor centro industrial de Estados Unidos, estando solo por detrás de Los Ángeles. Los principales productos industrializados que se fabrican en Illinois son alimentos procesados, maquinaria, productos químicos, productos derivados del acero, ordenadores, software, dispositivos electrónicos y material impreso. La industria de la construcción comprende un 4,92 % del PIB del estado, y emplea aproximadamente a 373 000 personas. Por su parte, la minería es responsable de un 0,08 % del PIB, empleando a cerca de 15 000 personas. El principal recurso natural del estado es el carbón.
El sector terciario comprende un 78 % del PIB de Illinois. Cerca de un 23 % del PIB del estado vienen de servicios comunitarios y personales. Este sector emplea a más de 2 400 000 personas. El comercio al por mayor y al por menor corresponden a un 16 % del PIB, y emplean aproximadamente 1 580 000 personas. Los servicios financieros e inmobiliarios corresponden a cerca de un 20 % del PIB del estado, empleando aproximadamente a 678 000 personas (Chicago es el principal centro financiero del Medio Oeste de Estados Unidos, y el segundo mayor del país). Los servicios gubernamentales corresponden a un 10 % del PIB, y emplean aproximadamente a 900 000 personas. Por último, los transportes y las telecomunicaciones emplean a cerca de 420 000 personas y comprenden un 7 % del PIB.
Cerca de un 50 % de la electricidad generada en el estado proviene de centrales nucleares, el 45 % se genera en centrales termoeléctricas de carbón y el resto se produce en centrales termoeléctricas de petróleo y en centrales hidroeléctricas.

### Energía

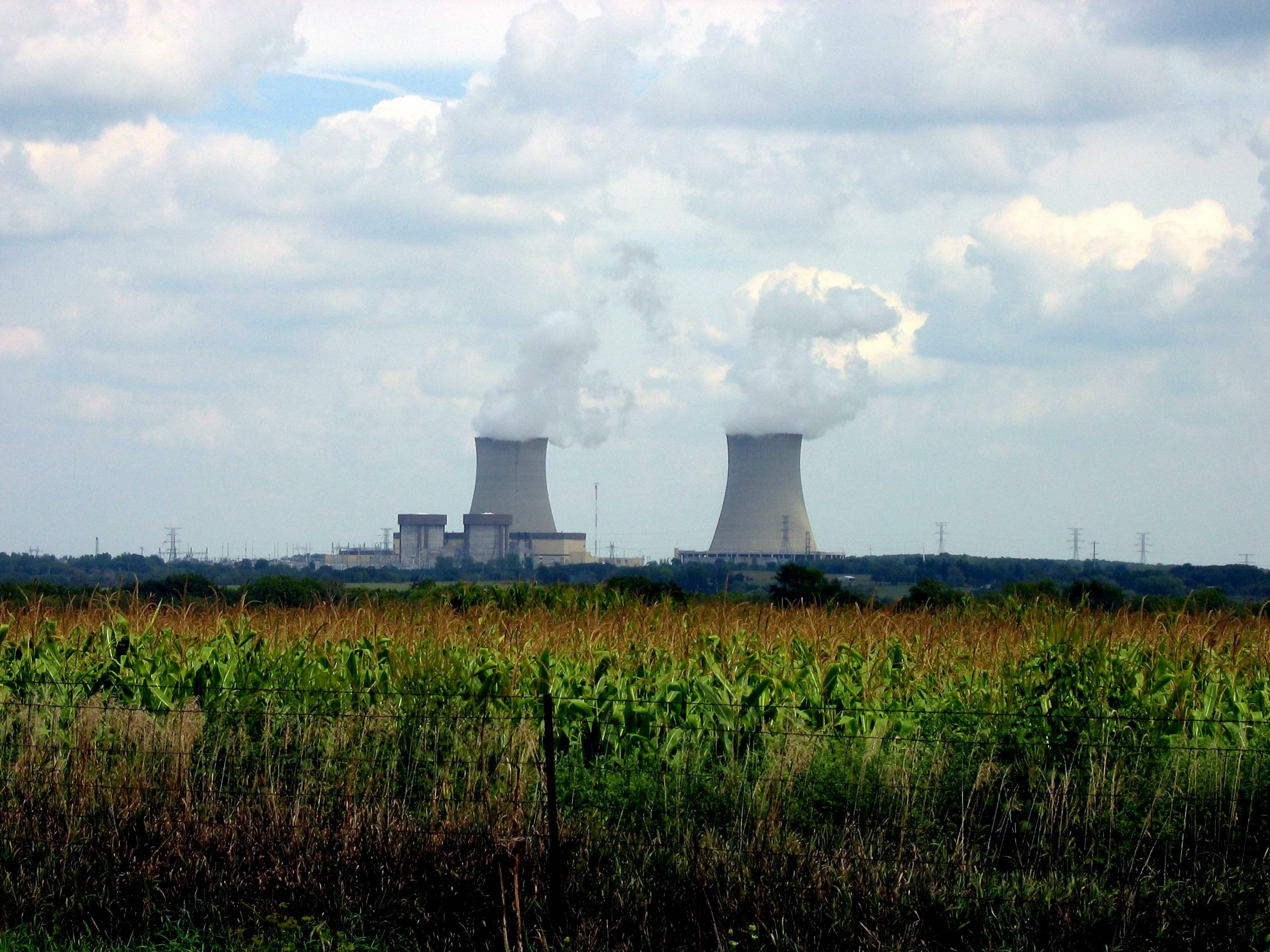
Central nuclear de Byron, en el condado de Ogle.

Se dice que la historia de la energía nuclear en Illinois comienza en el Chicago Pile-1, en 1942, con la primera reacción nuclear en cadena artificial en el primer reactor nuclear del mundo, construido en un campo de racquets, un antiguo juego de raquetas similar al squash, en el campus de la Universidad de Chicago. En 2006, Illinois contaba con 6 centrales nucleares, que poseen un total de 11 reactores. A día 1 de enero de 2005, Illinois figuraba 1.º entre los 31 Estados Unidos con capacidad nuclear operativa.
Illinois es un destacado refinador de petróleo de la región del Midwest, con una capacidad de destilación de crudo combinada de casi 0,9 millones de barriles al día. Sin embargo, Illinois cuenta con unas reservas de petróleo muy reducidas, menor del 1 por ciento de las reservas comprobadas de petróleo de EE. UU. El 81 % de los sistemas de calefacción doméstica del estado utiliza el gas natural, mientras que menos de un 1 % funcionan a petróleo.
Aproximadamente, el 68 % del territorio de Illinois tiene estratos carboníferos originados en el período Pensilvánico. Según la Illinois State Geological Survey, bajo la superficie del estado se encuentran 211 000 millones de toneladas de carbón bituminoso, con un valor calorífico estimado mayor que el de los yacimientos de petróleo de la península arábiga. Sin embargo, este carbón tiene un alto contenido en azufre, lo que requiere un equipamiento especial en su tratamiento para reducir la contaminación atmosférica.

## Gobierno y política

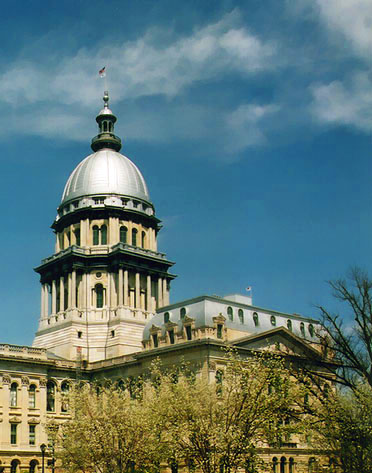
La cúpula del Capitolio Estatal de Illinois, en Springfield, con una altura mayor que la del Capitolio de los Estados Unidos.

El gobierno del estado de Illinois es una adaptación del gobierno federal de Estados Unidos y, como así lo describe su constitución, cuenta con división de poderes: ejecutivo, legislativo y judicial.
- El principal oficial del Poder Ejecutivo en Illinois es el gobernador. Este es elegido por los electores del Estado para un mandato de hasta cuatro años de duración, y puede ser reelegido cuantas veces quiera. Otros oficiales gubernamentales, tales como el teniente gobernador también son elegidos por la población, para un mandato de cuatro años de duración. El gobernador elige a un secretario de Estado y a la mayoría de los oficiales de los diferentes consejos del país. Las cámaras del Poder Legislativo eligen a un tesorero para un mandato de 4 años de duración.

- El Poder Legislativo de Illinois —llamado oficialmente Asamblea General— está constituido por el Senado y por la Cámara de los Representantes. El Senado posee un total de 59 miembros, mientras que la Cámara de los Representantes tiene 118. Illinois está dividido en 59 distritos senatoriales. Los electores de cada distrito eligen a un senador, que representará a dicho distrito en el Senado. Illinois también está dividido en 118 distritos representativos, donde la población de cada uno elige a un representante, que les representará en la Cámara de los Representantes. Los senadores tienen un mandato de hasta cuatro años de duración, mientras que el término del mandato de los representantes es de, a lo sumo, dos años.

- La corte más alta del Poder Judicial de Illinois es la Corte Suprema de Illinois. Todos los jueces del Poder Judicial de Illinois son elegidos por la población, para mandatos de hasta cuatro años de duración, y pueden ser reelegidos cuantas veces quieran.

La actual Constitución de Illinois fue adoptada en 1970. Se adoptaron otras Constituciones, más antiguas, en 1818, 1848 y 1870. El Poder Legislativo puede proponer enmiendas a la Constitución, y para ser aprobadas necesitan al menos un 67 % de los votos de ambas cámaras del Legislativo, y después ser ratificadas por al menos un 51 % de la población electoral del estado, mediante referéndum.
Cerca de un 60 % de los presupuestos del gobierno de Illinois los generan los impuestos estatales, mientras que lo restante proviene de presupuestos suministrados por el gobierno federal y de préstamos. En 2002, el gobierno del Estado gastó 49 131 millones de dólares, habiendo generado otros 41 095 millones. La deuda pública de Illinois es de 34 761 millones de dólares. La deuda per cápita es de 2762 dólares, el valor de los impuestos estatales per cápita, de 1786 dólares, y el valor de los gastos gubernamentales per cápita, de 3904 dólares.

### División administrativa

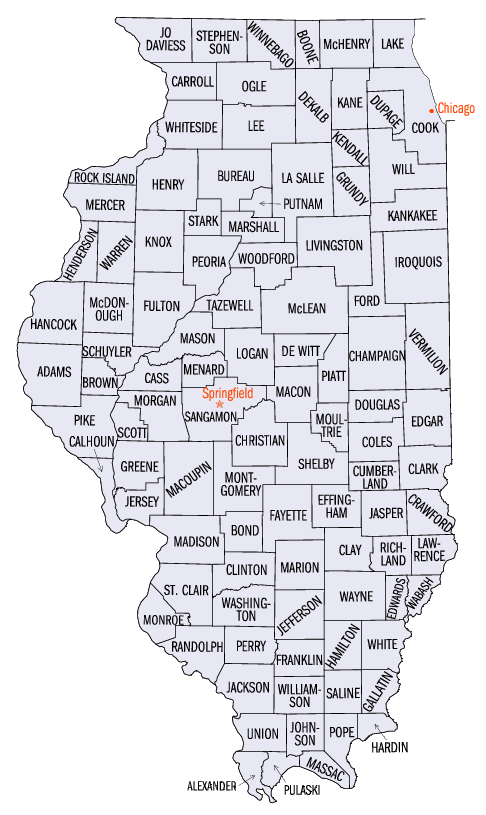
Condados de Illinois.

Illinois está dividido en 102 condados. La mayoría de estos condados está, a su vez, dividido en municipios. Todos los condados con municipios —a excepción del condado de Cook— son administrados por un consejo de supervisores. Estos condados están divididos en diferentes distritos electorales (la persona más votada en cierto distrito electoral se convierte en el representante de dicho distrito en el consejo del condado). Los condados restantes los gobiernan consejos de supervisores, elegidos por la población del condado en general. Illinois tiene cerca de 1287 ciudades y villas, más que cualquier otro estado estadounidense. La mayoría de las ciudades está gobernada por un alcalde y un consejo.

### Política
Illinois ha sido tradicionalmente un campo de batalla entre el Partido Republicano y el Partido Demócrata. Desde 1992, se ha vuelto gradualmente más demócrata a nivel nacional y estatal. Es el estado más demócrata del Midwest (Illinois votó a candidatos demócratas en las cuatro últimas elecciones presidenciales). John Kerry ganó fácilmente los 21 votos electorales del estado en 2004, por un margen de 11 puntos porcentuales, con el 54,8 % de los votos emitidos. Tradicionalmente, las ciudades centrales, especialmente en los condados de Cook y St. Clair, han sido centros demócratas, mientras que los suburbios de Chicago han sido históricamente republicanos. Sin embargo, los condados de Lake y DuPage, si bien aún son de mayoría republicana, tienden a inclinarse ahora hacia los demócratas. Las pequeñas ciudades y los pueblos son centros típicamente republicanos, excepto las antiguas ciudades mineras y molineras. Los distritos rurales del tercio norte del estado han sido históricamente republicanos, mientras que los del tercio central y sur, demócratas. En el año 2002 y 2006, las elecciones las ganó el partido demócrata.

## Criminalidad
Los delitos penales de Illinois se dividen en 6 categorías llamadas clases. Los delitos de clase 4 se consideran los menos graves, seguidos de las clases 3, 2 y 1. La clase 5 se llama clase X y se considera el tipo de delito más grave en el estado, con la excepción del asesinato en primer grado, que es un delito especial de clase 6. Illinois se convirtió en el 16.º estado en abolir la pena de muerte, a pesar de que se aplica la cadena perpetua para los delitos graves.
El nivel de delitos violentos del estado es ligeramente más alto que el promedio nacional. Es de 4,0 casos por 1000 habitantes, en comparación con 3,7 para el país. Campton Hills está en el puesto número uno entre las ciudades más seguras del estado. En 2020, se registraron 18 delitos (un delito violento y 17 delitos contra la propiedad). Mount Vernon es reconocida como la ciudad más peligrosa en 2020.

## Educación

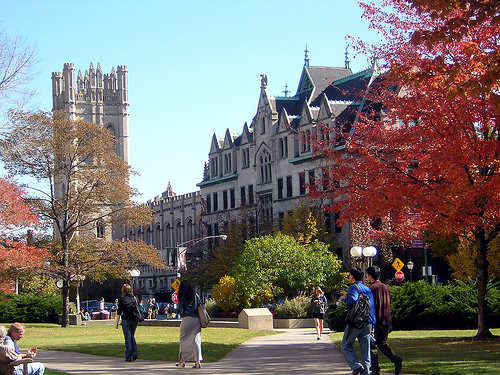
Campus de la Universidad de Chicago durante el otoño.

La primera escuela de Illinois fue fundada en 1784. En 1825, el gobierno del Estado autorizó la fundación de un sistema de educación pública, el Consejo Estatal de Educación de Illinois (en inglés Illinois State Board of Education, o ISBE).
Actualmente, todas las instituciones educativas de Illinois deben seguir ciertas reglas y patrones dictados por el Consejo Estatal de Educación de Illinois. Este consejo controla directamente el sistema de escuelas públicas del Estado, que está dividido en varios distritos escolares. El consejo está compuesto por nueve miembros elegidos por el gobernador y aprobados por el estado, durante un mandato de hasta seis años de duración. Cada ciudad principal (city), diversas ciudades secundarias (towns) y cada condado, constan al menos de un distrito escolar. En Illinois, un distrito escolar dado frecuentemente opera en varias ciudades al mismo tiempo, incluso aunque tenga su centro en otra ciudad dada. En las ciudades, la responsabilidad de administrar las escuelas es del distrito escolar municipal, mientras que en las regiones menos densamente pobladas, esta responsabilidad corre a cargo de los distritos escolares que operen en el condado. Illinois permite la existencia de "escuelas charter" —escuelas públicas independientes, que no son administradas por distritos escolares, pero que dependen de presupuestos públicos para su sustentación. La escolarización es obligatoria para todos los niños y adolescentes de más de siete años de edad, hasta la conclusión de la educación secundaria o hasta los dieciséis años de edad.

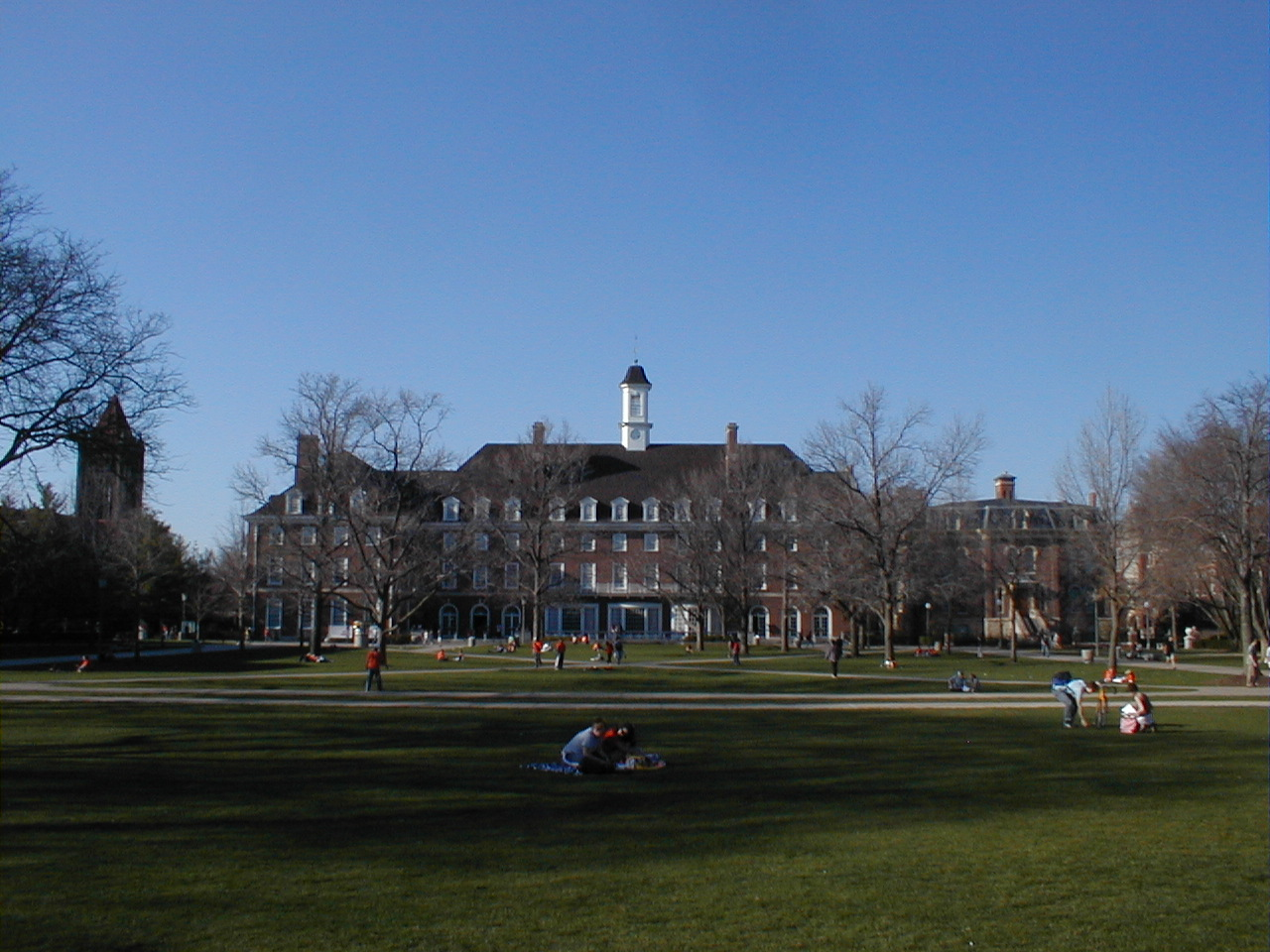
Campus de la Universidad de Illinois en Urbana-Champaign.

En 1999, las escuelas públicas del Estado atendieron a cerca de 2.028.000 estudiantes, empleando aproximadamente a 124 800 profesores. Por su parte, las escuelas privadas atendieron a cerca de 299 900 estudiantes, empleando aproximadamente a 19 600 profesores. El sistema de escuelas públicas del Estado utilizó cerca de 13 603 millones de dólares, y el gasto de las escuelas públicas fue de aproximadamente 7700 dólares por estudiante. Cerca de un 85,9 % de los habitantes del estado con más de 25 años de edad tiene en su haber un diploma de graduado en educación secundaria.
La primera biblioteca del Estado fue fundada en 1804, en Albion. Actualmente, Illinois posee miles de bibliotecas, administradas por 629 sistemas de bibliotecas públicas distintos, que mueven anualmente una media de 7,4 libros por habitante.
La primera institución de educación superior de Illinois, la Facultad de Illinois, fue fundada en Jacksonville, en 1809. Actualmente, el estado posee 175 instituciones de educación superior, de las cuales 60 son públicas y 115 son privadas. La mayor institución de educación superior del estado es el Sistema de Universidades de Illinois.

## Deporte
Todos las grandes ligas norteamericanas tienen equipo en Chicago. Chicago Bulls es uno de los equipos de baloncesto más conocidos del mundo gracias a la popularidad de uno de los mejores jugadores de baloncesto del mundo: Michael Jordan. La ciudad cuenta con dos equipos de las Grandes Ligas de Béisbol. Los Chicago Cubs juegan en la Liga Nacional desde 1876 y los Chicago White Sox juegan en la Liga Americana desde 1902.
Los Chicago Bears de fútbol americano ganaron nueve veces el campeonato de la National Football League desde su debut en 1920. Los Chicago Blackhawks compiten en la National Hockey League desde 1926, donde han ganado seis veces la Copa Stanley. El Chicago Fire es el equipo de fútbol que juega en la Major League Soccer desde 1998.
En cuanto a deporte universitario, Illinois cuenta con dos equipos en la Big Ten Conference: los Illinois Fighting Illini y los Northwestern Wildcats. Los Fighting Illini han ganado cinco campeonatos nacionales y tres Rose Bowl de fútbol americano, en tanto que el equipo de baloncesto masculino ha ganado 17 campeonatos de conferencia y ha jugado cinco Final Fours. Por su parte, los Wildcats han ganado ocho campeonatos de conferencia de fútbol americano y un Rose Bowl.
El estado cuenta con numerosas pistas de carreras, en particular Chicagoland Speedway, Gateway International Raceway, Chicago Motor Speedway, Illinois State Fairgrounds y DuQuoin State Fairgrounds, que han albergado carreras de IndyCar Series, NASCAR y USAC, así como pruebas de arrancones de la National Hot Rod Association.
El Torneo Abierto de Quad Cities, actualmente conocido como John Deere Classic, es un torneo de golf del PGA Tour. Además, el antiguo Western Open y el actual Campeonato BMW se han jugado mayoritariamente en Illinois. Por su parte, los campos de golf de Olympia Fields, Medinah y Chicago han sido sede de múltiples ediciones del Abierto de los Estados Unidos.
Además, desde 2022 cuenta con los Chicago Hounds, que compiten en la Major League Rugby y juegan en el SeatGeek Stadium.

## Transporte y telecomunicaciones
A causa de su posición central y su proximidad al Rust Belt (cinturón del óxido) y al Corn Belt (cinturón del maíz), Illinois es una encrucijada nacional y un importante centro de transportes, siendo su centro Chicago.
El Aeropuerto Internacional O'Hare (ORD) es uno de los aeropuertos más concurridos del mundo y atiende numerosos vuelos nacionales e internacionales. Es el centro neurálgico de United Airlines y American Airlines. Actualmente, está en desarrolló un proceso de ampliación del aeropuerto. El Aeropuerto Internacional Midway (MDW) es el segundo aeropuerto de Chicago. Por su parte, El aeropuerto de Belleville Mid-America (BLV) sirve al área metropolitana de St. Louis (suburbios orientales, pertenecientes a Illinois).
Illinois cuenta con una extensa red de ferrocarriles (11 685 km de vías férreas en 2004, más que cualquier otro estado estadounidense a excepción de Texas) que transporta a pasajeros y carga. Chicago es un centro nacional de Amtrak, empresa que suministra servicios ferroviarios de pasajeros a cerca de 40 ciudades del estado.
En lo referente al transporte por carretera, la red vial de Illinois es la tercera más extensa del país, por detrás de Texas y California. En 2003, contaba con 222 936 kilómetros de vías públicas, de los cuales 3942 eran autopistas interestatales, consideradas parte del sistema federal de autopistas de Estados Unidos. Las principales Interestatales que pasan por el estado son: I-24, I-39, I-55, I-57, I-64, I-70, I-72, I-74, I-80, I-88, I-90, y I-94. En 2005, se produjeron 1355 muertes en las carreteras de Illinois, las cifras más bajas desde hace más de 60 años.
Además de las líneas estatales de ferrocarril, los ríos Misisipi e Illinois proporcionan rutas adicionales a los intereses agrícolas del estado. El lago Míchigan conecta Chicago y el resto de Illinois con todas las vías navegables del este.
El primer periódico de Illinois, el Illinois Herald, fue impreso por primera vez en 1814, en Kaskaskia. Actualmente se publican en el Estado cerca de 660 periódicos, de los cuales aproximadamente 80 son diarios. La primera cadena de radio de Illinois fue fundada en 1921, en Tuscola, y la primera cadena de televisión, en 1947, en Chicago. Actualmente, Illinois posee cerca de 278 cadenas de radio (de las cuales 95 son AM, 183 son FM (Frecuencia Modulada) y 45 de televisión.

## Símbolos del estado
Estos son los símbolos del estado de Illinois:
- Anfibio: Salamandra tigre (Ambystoma tigrinum)
- Aperitivo: Palomitas
- Apodos:
  - Prairie State
  - Land of Lincoln (no oficial)
- Árbol: Roble albar (Quercus alba)
- Flor: Violeta (Viola sororia)
- Fósil: Monstruo de Tully (Tullimonstrum gregarium)
- Fruta: Manzana
- Hierba: Andropogon gerardii
- Insecto: Mariposa monarca (Danaus plexippus)
- Lema: State sovereignty, national union (Soberanía estatal, unión nacional)
- Mamífero: Ciervo de cola blanca (Odocoileus virginianus)
- Mineral: Fluorita
- Música: Illinois
- Pájaro: Cardenal (Cardinalis cardinalis)
- Pez: Pez sol (Lepomis macrochirus)
- Reptil: Tortuga pintada (Chrysemys picta)

## Estados Hermanos
- Estado de México (1990)[29][30]
- Ciudad de México (2002)[31]
- Coahuila de Zaragoza (2002)[31]
- Jalisco (2002)[31]
- Michoacán de Ocampo (2002)[31]